# Siniawka (gmina)
Siniawka (Sieniawka) – dawna gmina wiejska istniejąca do 1939 roku w woj. nowogródzkim (obecnie na Białorusi). Siedzibą gminy było miasteczko Siniawka (514 mieszk. w 1921 roku).
Początkowo gmina należała do powiatu słuckiego. 1 sierpnia 1919 r. gmina weszła w skład nowo utworzonego powiatu baranowickiego pod Zarządem Cywilnym Ziem Wschodnich. 7 listopada 1920 r. została przyłączona do nowo utworzonego powiatu nieświeskiego pod Zarządem Terenów Przyfrontowych i Etapowych. 19 lutego 1921 r. wraz z całym powiatem weszła w skład nowo utworzonego województwa nowogródzkiego.
Po wojnie obszar gminy Siniawka wszedł w struktury administracyjne Związku Radzieckiego.